# Bill Kenville
William McGill Kenville, detto Bill (Queens, 1º dicembre 1930 – Binghamton, 19 giugno 2018), è stato un cestista statunitense, professionista nella NBA.

## Carriera
Venne selezionato dai Syracuse Nationals al terzo giro del Draft NBA 1953 (22ª scelta assoluta).

## Palmarès
- Campionato NBA: 1

Syracuse Nationals: 1955